# Георгий (Бранкович)
Патриарх Георгий (серб. Патријарх Георгије, в миру Джордже Бранкович, серб. Ђорђе Бранковић; 13 марта 1830, Кулпин, Бачки-Петровац — 17 июля 1907, Сремски-Карловци, Сремски-Карловци) — епископ Карловацкой патриархии, в 1890—1907 годах — её предстоятель с титулом «архиепископ Карловацкий и Патриарх Сербский».

## Биография
Родился 13 марта 1830 года в бачском селе Кульпин. Его отец Тимофей был местным приходским священником, а мать Елисавета родом из известной сомборской семьи Бикаров. В 1833 года, когда его отец был переведён служить в Сенте, он перевёз туда свою семью. Георгий учился там с 1836 по 1840 год и окончил начальную школу. Он продолжил образование в Старом Врбасе, где с 1809 года находилась частная латинская школа, которая 24 июня 1822 года превратилась в Старшую евангельскую нижнюю среднюю школу (Сениоратска евангелистичка нижа гимназија). В первых четырёх классах он обучался с 1841 по 1844 год, и в качестве лучшего ученика он получил в дар «золотой дукат Кошута». Пятый и шестой класс он окончил в Байе, а в 1847 и 1848 годах он учился в так называемой философской школе в Надькёрёше. В революционном 1848 году Георгий Бранкович покинул школьную скамью и стал помощником секретаря в Сенте. В октябре 1852 года он решил поступить в богословскую школу в Сремских Карловцах. Как и прежде, Бранкович вошёл в число лучших учеников, закончив с большим успехом эту семинарию в июле 1855 года.
Вскоре после этого он был взят тогдашним епископом Бачским Платоном (Атанацковичем), переводчиком нескольких книг Библии, противником орфографии Вука Караджича и последним президентом Матицы сербской (с 1864 по 1867 год). Таким образом, Георгий стал участником первой архиерейской службы в восстановленной соборной новосадской церкви (6 декабря 1855 года). Через неделю Георгий Бранкович венчался с Еленой Тешич из Сенты. Епископ Платон принял его в канцелярию духовной консистории, а на Рождество Христово 1856 года он был рукоположён в сан священника и назначен на приход к уже престарелому и немощному священнику Тимофею. Ещё совсем молодым он быль возведён на Преображение Господне (19 августа 1859 года) в сан протопресвитера к Сомборской приходской церкви.
В то время Сомбор был красивым городом в Воеводине, экономическим и культурным центром современной западной Бачки, богатым муниципалитетом, который хотел иметь своего собственного прота (то есть протопресвитера), поэтому было сделано заявление епископу Платону, чтобы он назначил первого приходского священника, который будет назначен протопресвитером Сомборским. Накануне первого воскресного богослужения Георгий Бранкович посетил все три церкви в Сомборе, начальные школы и городскую больницу и таким образом обозначил поле, на котором он будет работать. Благодаря усердию молодого священника в Сомборе больше, чем в любом другом сербском месте на австро-венгерских пространствах, прославилось имя Господа. В церкви сохранился тот добрый порядок, который остался от протопресвитера Василия Ковачича, потому что каждый день он придерживался всех канонов, а литургия во всей Сербской православной церкви ежедневно совершалась только в Сомборе. Во время службы он ввёл надлежащий порядок и красивое пение, особенно по воскресеньям и большим церковным праздникам. Он часто проповедовал, и его проповеди были очень искусно составлены. Бранкович проявил интерес и к другим сферам общественной жизни, не ограничиваясь исключительно духовными вопросами. Он оказался активным членом церковного и городского муниципалитета и Бачского округа, произнося вдохновенные, но в то же время взвешенные речи и давая зрелые рекомендации. Таким образом, своим отношением и умением он снискал большую любовь и доверие многих чиновников в Сомборе и его окрестностях.
Всё это было обусловило тем, что Национальный школьный совет (Земаљски школски савет) в Тимишоаре в 1862 году на место священника и катихезатора Уроша Стойшича в качестве руководителя Сербской учительской школы в Сомборе назначил именно Георгия Бранковича, тем самым начав самый плодотворный период сотрудничества между Сербской православной церковью и Сербской учительской школой в Сомборе. Благодаря его усилиям церковная община Сомбора построила новое школьное здание у ворот на месте старого и уже непригодного для обучения школьного здания, в котором преподавание проводилось с 1780 года и в котором были две классные комнаты: актовый зал, архив и библиотека. Через 30 лет это здание перестало соответствовать своему назначению, поэтому в 1895 году Георгий (Бранкович), к тому времени уже патриарх Сербский, подарил новый дом учительской школе.
Георгий Бранкович был главой этого важного для сербского народа учреждения до 1872 года. Сербское народно-церковное собрание в 1871 году в соответствии с 38-й венгерской юридической статьёй 1868 года перевело все православные сербские народные школы и, в том числе, учительскую школу в Сомборе под непосредственную власть Сербского народно-церковного школьного совета в Сремских Карловцах. Патриарх Георгий заботился об этой школе до смерти в 1907 году.
С 1861 до 1879 года, а затем в 1881 году, Георгий Бранкович был представителем духовенства Сомборского округа (Сомборско-стапарско-суботского избирательного округа) на всех Сербских национально-церковных собраниях, всегда участвуя в работе Соборного комитета от священства, заботясь о порядке и благоустройстве церкви и школы, духовенства и учителей. Он присутствовал на Собрании 1865 года, где произошёл первый серьёзный конфликт между представителями народа и иерархией, поскольку Светозар Милетич потребовал, чтобы люди получили больше влияния в управлении Собранием, с которым иерархия не согласилась. На первом автономном Собрании 1869 года, когда патриарх впервые председательствовал без присутствия королевского комиссара, Милетич настаивал на том, чтобы патриарх был лишён этого права. В следующем году лидер Народной партии сумел продвинуть предложение Ассамблеи в 26 членов, что стало шагом к тому, чтобы Собрание могло взять на себя всю церковную власть. До выборов Бранкович был больше связан с Народной партией, но позже он был несправедливо объявлен врагом автономии. Дальнейшая деятельность Бранковича наилучшим образом опровергла эти партийно окрашенные обвинения.
Георгий Бранкович начал плести венок благотворительных обществ в Сомборе, пополнив ряды крупнейших сербских благотворителей. Было отмечено, что он отдал на благо народа больше, чем все главы Карловацкой митрополии после Стефана (Стратимировича) вместе взятые. По его инициативе епископ Бачский Платон (Атанацкович) основал фонд «Платонеум». Бранкович усердно собирал все пожертвования, которые были сделаны этому учреждению, и в какой-то момент её денежные средства достигли суммы в 22000 форинтов, что было достаточно для получения стипендии пятнадцати бедным ученикам учительской школы. К этому следует добавить, что Бранкович использовал свои собственные средства для оказания материальной поддержки нескольким трудолюбивым и бедным студентам каждый год. Он собирал пожертвования и поддерживал сербские церкви и школы, и благодаря его усилиям сомборский муниципалитет собрал 40 000 форинтов и, таким образом, профинансировал новый иконостас, работу академического художника Павла Симича.

## Архиерейское служение
Ещё будучи директором учительской школы в Сомборе, Георгий Бранкович овдовел после одиннадцати лет брака, оставшись с двумя дочерьми и одним сыном. О его жизни в период с 1866 по 1882 годы в исторических источниках почти ничего не говорится. Известно, что он был главой учительской школы до 1872 года, а также является членом сербских народных церковных советов. Несомненно, Бранкович продвигался в церковной иерархии за всё это время, потому что 7/19 мая 1882 года он стал членом Архиерейского Синода. Спустя всего четыре дня он был пострижен в монашество, а 6/18 июня был возведён в сан архимандрита Монастыря Ковиль. 1/13 июля 1882 года Патриарх Герман Анджелич, епископ Будимский Арсений и епископ Бачский Василиан хиротонисали Георгия (Брангковича) во епископа Темишоарского. Исключительно его стараниями Тимишоарская епархия получила свой епархиальный фонд, в котором на тот момент, когда Бранкович занял пост патриарха (1890), было 15 000 форинтов, а в 1905 года — 50 000 форинтов.
Бывший патриарх Герман Анджелич скончался 26 ноября 1888 года. Он был назначен указом императора, несмотря на то, что он получил только двенадцать голосов на соборе в 1881 году, в то время как его соперник епископ Будайский Арсений Стойкович получил голоса пятьдесят трёх депутатов. Анджелич стал самым ярым противником Народной партии и лично Светозара Милетича. Поэтому ожидалось, что новый патриарх своим авторитетом примирит сербскую светскую и духовную элиту. Другая, не менее важная задача касалась обустройства церковной жизни, которая, по словам современников, находились в отчаянном состоянии, иллюстрируя это следующими примерами: нравственное воспитание народа деградировало; семинария находилась в безвыходном положении; монастыри не приведены в порядок; нет дисциплины, не хватает надзора, нигде нет настоящего, сильного и осознанного руководства. Эти претензии зашли так далеко, что время, когда был избран преемник Германа Анджелича, было объявлено самым трудным и роковым с тех пор, как сербы пришли в эти районы при Арсении III Черноевиче.
Новый патриарх не был избран сразу, потому что, по словам епископа Василиана, Австро-Венгрия опасалась демонстраций, которые могли вспыхнуть из-за празднования пятисотлетия битвы на Косовом поле и столетия Французской революции. В связи с этим Сербское народно-церковное собрание только 21 апреля 1890 года избрало Георгия Бранковича, который получил тридцать восемь голосов, превзойдя епископа Горнокарловацкого Феофана (Живковича), получившего одиннадцать голосов, и епископа Будимского Арсения (Стойковича), получившего три голоса. Франц Иосиф I подтвердил выборы 24 апреля, следуя совету премьер-министра Венгрии, министра по делам культов и народного просвещения графа Альбина Чакия и бана Хорватии, Славонии и Далмации графа Драгутина Куйена Хедервария. Народные партии приветствовали нового, законно избранного патриарха в своих газетах. Согласие длилось недолго, поэтому народники вскоре обрушились на патриарха Георгия Бранковича, обвинив его в предательстве сербской автономии, не принимая во внимание, что он, по словам венгров, с которыми он имел дело, решительно защищал свои митрополичьи и народные права. Его интронизация состоялась 29 апреля в соборной церкви в Сремских Карловцах.
Освящение краеугольного камня новой карловацкой средней школы и семинарии — первое, что сделал Георгий (Бранкович) как митрополит Карловацкий и патриарх Сербский. Затем, 30 апреля, как председатель, он открыл первое заседание Церковно-Народного Собрания. По этому случаю депутаты избрали Парламентский комитет и Комитет пятнадцати, задачей которых было подготовить предложения Судебному комитету по организационной работе в области национально-церковной автономии. Занял должность патриарха, Бранкович одновременно стал членом венгерской верхней (магнатской) палаты, совместного венгерско-хорватского парламента и триединого национального парламента, а также тайным советником императора. Он принёс присягу 22 мая. В октябре он созвал епархиальное собрание и дал толчок к созданию епархиального фонда, который на постоянной основе решал бы вопрос о финансировании церковных общин. Также началась долгая работа по наведению порядка в некоторых монастырских управлениях. Заседания Национального собрания (Земаљски Сабор) в Загребе начались в ноябре. В первые годы своего патриархата Георгий (Бранкович) не упускал ни единой возможности попросить и быть допущенным на аудиенцию к императору, сохраняя такой обычай до конца своей жизни, следя за тем, чтобы эти посещения всегда приносили пользу сербскому народу, церкви и культурной жизни. В 1891 году аудиенции проводились в Тимишоаре и Печи.
В первые годы пришлось решать жилищный вопрос патриарха. Резиденция предыдущих сербских патриархов в Сремских Карловцах стала тесной и непригодной, поэтому в 1892 году Георгий Бранкович решил построить новую, доверив эту работу архитектору Владимиру Николичу. Фонд, в который были перенаправлены средства, предназначенные для строительства нового патриаршего дома, был создан во времена митрополита Стефана Стратимировича, который внёс 50 000 форинтов. К 1891 году сумма выросла до более чем 272 000 форинтов, поэтому после освящения фундамента можно было начинать строительство.
Одним из самых значительны достижений патриарха Георгия является начало издания «Сербского Сиона», еженедельной газеты для церковно-просветительских и автономных нужд сербской православной Карловацкой митрополии. Важность такой газеты понимали и предыдущие сербские иерархи, но все их усилия, направленные в этом направлении, в основном оставались тщетными из-за постоянной нехватки денег. Лишь Герман (Анджелич) 1868 году начал издавать «Беседу». Ценный из-за множества опубликованных источников по истории сербов в империи Габсбургов, данное издание не увидело более двадцати двух выпусков. В период с 1884 по 1890 год он издавал «Глас истине» два раза в месяц. Благодаря стараниям Георгия Бранковича «Сербский Сион» сумел избежать этой судьбы. Под редакцией Савы Петровича первый номер этого журнала вышел 7 января 1890 года, а 7 августа 1908 года, когда редактором был Димитрие Руварац, вышел последний выпуск. В Сербском Сионе издавалась официальная часть, наполненная официальными актами, духовными стихами, посланиями, церковными проповедями и беседами, статьями и дискуссиями, фресками, некрологами, заметками, объявлениями и банкротствами, обзорами и рекомендациями книг и газет и т. д. Решение о начале газеты для официальных публикаций, циркуляров, указов было принято Священным Архиерейским Синодом на заседании, состоявшемся 23 октября 1890 года. Он должен был подкрепляться подписками и объявлениями. «Сербский Сион» выходил один раз в неделю, а годовая подписка составляла четыре форинта для Австро-Венгрии и Боснии и Герцеговины и пять форинтов для зарубежных стран. Первый выпуск был напечатан тиражом 2500 экземпляров и разослан всем сербским православным церковным общинам и приходским организациям Карловацкой архиепископии. Большим событием для «Сербского Сиона» стал приход в редакцию Димитрие Рувараца, который начал систематическую публикацию источников по истории Карловацкой митрополии. Тот факт, что журнал пережил своего основателя и покровителя лишь на год, говорит о решающей роли Патриарха Георгия в издании «Сербского Сиона». Во времена патриарха Георгия в Карловацкой епархии были начаты еще два церковных издания: «Богословски гласник» (Богословский вестник) 1902 года и «Добри пастир» (Добрый пастырь) 1905 года в Пакраце.
В первые годы патриаршества Георгию (Бранковичу) было поручено завершить двадцатилетнюю работу по организации сербской автономии. Местом такой деятельности был народно-церковный собор. Собрание депутатов в 1892 году народ встретил с немалой радостью, потому что он знал о катастрофическом состоянии в церквях и школах. Публичные представители народных партий накануне собора начали ожесточенную кампанию против церковных властей, обвинив их в халатности и представив их единственными винниками отсутствия дисциплины и порядка в монастырях. Самому патриарху мешала враждебность по отношению к собору, что и стало причиной его двухлетнего несозыва. «Сербский Сион», журнал, издававшийся с благословения Священного синода, рисовал совершенно иную картину вещей, согласно которой церковные вожди были единственными истинными защитниками автономных прав на землях короны святого Стефана. На открытии собора патриарх подчеркнул, что ни у одного подобного собрания народных представителей не было столь важного и обширного материала для обсуждения. Нужно было раз и навсегда организовать всю Народно-церковную автономию, и это путём принятия церковного устава, организации школ и других учебных заведений, голосования по бюджету на 1893 год, введение пенсионного фонда для вдов и сирот, принятие правил службы всех органов народно-церковной автономии и т. д. Таким образом, он хотел преодолеть прежнее состояние, для которого характерно повсеместное ограничение автономии венгерским правительством. Предложение народно-церковного устава было принято в качестве основы для новых дебатов 16 ноября, после десяти дней дебатов. Две петиции были отправлены в парламент Хорватии, Славонии и Далмации и правительству провинции в Загребе с просьбой защитить сербские конфессиональные школы. Собрание было отложено на неопределенный срок 30 ноября, так как просьбы патриарха об утверждении нового созыва были отклонены как в 1893, так и в 1894 году, с объяснением того, что это сделано якобы только потому, что не были оплачены все прежние парламентские расходы. Истинные причины были гораздо серьезнее и заключались в намерениях венгерского правительства максимально ограничить сербскую автономию и не допустить институционального противодействия сербов проводившимся тогда церковно-политическим реформам.
Собор 1892 года под председательством патриарха Георгия принял решение о создании Пенсионного фонда для вдов и детей-сирот сербского православного духовенства в Сербской Карловацкой митрополии. Выплаты в размере не менее 200 и не более 600 форинтов, могли осуществлять все священники, профессора духовной семинарии, вероучители, душепопечители и дипломированные клирики (кандидаты на священническое звание). Второй шаг к тому, чтобы сделать деятельность священника более эффективной, был сделан в ноябре 1893 года, когда были приняты Правила для священнической ассоциации. Однако это учреждение не прижилось, так как из Вены отсутствовало предварительное подтверждение.
Усилиями патриарха Георгия в Монастыре Хопово в 1893 году была основана монашеская школа, где монахи изучали светские, хозяйственные и, прежде всего, богословские предметы. Эта школа была закрыта через шесть лет, получив замену в виде монастырской семинарии в Сремских Карловцах. В том же году патриарх совершил панихиду и сложил в стене часовни Монастыря Раковац останки митрополита Белградского и Карловацкого Викентия (Йовановича), которые такими образом, спустя 150 лет, обрели вечный покой. Упорный труд патриарха в 1893 году был увенчан орденом Железной короны первой степени, подарком императора Франца Иосифа.
В течение следующих двух лет усилия патриарха Георгия были направлены на отражение двух агрессивных нападений на сербскую национально-церковную автономию. А именно, нижняя и верхняя палаты государственного венгерского парламента начали в 1894 году формирование церковно-политических реформ. Содержащиеся в решениях о введении гражданского брака, государственных свидетельствах о рождении, браке и смерти, а также в вопросе о вере детей в смешанных браках, они характеризуются не только как усечение автономных прав, но и как удар по самой догме православия. Немалыми будут и финансовые потери сербских церковных общин. Сербы протестовали против хоров в Нови-Саде, Сентомаше (Србобран), Куле, Велика-Кикинде, Стари-Бечей, Моле, Сенте и т. д., и волна недовольства распространилась даже на Срем, Хорватию и Славонию. Не обошлось и без реакции патриарха. 7 апреля 1894 году в Сремские Карловцы собралось около 15 000 душ, из них до двухсот священников. Позиция народа была ясна, поэтому патриарху оставалось как можно лучше подготовиться к дебатам в верхней палате венгерского собора. Когда он попросил слова 26 апреля, его выступление основывалось на том, что брак носит характер священной тайны, и что как таковой гражданские власти не могут узаконить его. Он назвал их вмешательство ударом по свободе вероисповедания. Он не забыл указать спецификацию греко-восточной сербской митрополии, Духовное управление которой выходило за пределы венгерских границ и простиралось до Хорватии и Славонии, где закон «О гражданском браке», где не будет действовать, так произойдет, как указывал патриарх, не меньше и не больше раскола. Законопроект не набрал необходимого большинства на голосовании 28 апреля, поскольку против его принятия выступили и представители католического духовенства. Несмотря на это, гражданский брак через некоторое время был узаконен, поэтому неудивительно, что в сентябре 1894 года патриарх обратился к императору, в котором указал, что сербский народ находится в состоянии сильного недовольства.
Вторая атака на права сербской автономии был осуществлен премьер-министром Венгрии бароном Банфи в 1895 году, желавшего назначить доктора Емилиана (Радича) епископом Будимским вопреки воле Георгия (Бранковича). С этой целью он созвал у императора Священный архиерейский синод. Патриарх выступил против такой формы вмешательства при открытии Синода 18 сентября. Усилия барона Банфи не увенчались успехом. Емилиан Радич не стал епископом, но стал одним из самых непримиримых врагов патриарха, яростно обвиняя его в различных хищениях. Радич был не одинок в этом — сторонники радикалов, собравшиеся вокруг партийной газеты «Застава», стреляли своими ядовитыми стрелами в патриарха. В этой драме, продолжительность которой простиралась до смерти Георгия (Бранковича), также приняли участие Яша Томич, Стеван Йович Короновлав, редактор журнала «Стража» и Йован Груич Йота, редактор «Сербского народа». Корни этого конфликта намного старше и несравненно серьезнее и лежат в борьбе церковной иерархии и народных партий за господство на сербских народно-церковных соборах. Что касается упомянутых растрат, то в 1924 году Димитрие Руварц опубликовал книгу судебных исков собора против преемника патриарха Георгия Бранковича о неприступном обогащении патриархов в ущерб сербским народно-церковным фондам, где он очень исчерпывающе и систематически указывает на всю бессмысленность обвинений в недобросовестном обращении с церковными фондами, которые годами угнетали и делали несчастным старого патриарха.
Разногласия с премьер-министром Венгрии продолжались в течение 1896 года. На просьбу патриарха о проведении Синода 25 февраля правительство не получило ответа, поэтому заседание было отложено до 5 мая. Чтобы преодолеть очевидный кризис, барон Банффи созвал 14 марта 1896 года конференцию, на которой присутствовали министр просвещения Влашич, хорватский бан Куэн Хедервари, патриарх Георгий со своим секретарем доктором Лазой Секуличем, почти все сербские депутаты в венгерском парламенте и многие другие. Банффи спросил, может ли парламент принять единый закон, который охватывал бы все аспекты сербской автономии. Сербы настаивали на том, чтобы решить эти вопросы самостоятельно, без каких-либо полномочий, предлагая следовать румынской модели автономии. Однако венгерское правительство к таким просьбам не прислушивалось, поэтому никаких серьезных выводов сделано не было. Доказательством тому служит неоднократный отказ патриарха в просьбе о проведении собрания в 1896 году. И без того сложную ситуацию еще более осложнил венгерский премьер-министр, настаивая на бессмысленных вещах, таких как просьба о том, чтобы протоколы парламентской комиссии были отправлены ему в переводе на венгерский язык. К счастью, среди высших венгерских чиновников было несколько хороших друзей патриарха. Таким образом, Фехервари, министр и старейший кавалер военного ордена Марии Терезии, Федор барон Николич и бан Куэн Хедервари всегда и везде защищали неприкосновенность личности Георгия. У патриарха были неприятности не только с чужеземцами, но и с соплеменниками. Результаты попыток Бранковича примирить церковных сановников и народные партии были незначительными, поскольку радикальные нападки на личность патриарха продолжались.
Разрешение на проведение народно-церковного собрания поступило в 1897 году. Подготовка совпала с избирательной кампанией народных партий, которые не переставали обвинять епископат и патриарха в плачевном состоянии народно-церковной автономии, помимо венгерского правительства, возлагая вину на епископат, а также на самого патриарха. Созванному в таких условиях парламенту в первую очередь приходилось заниматься народным образованием, которое всё больше ускользало из сербских рук и попадало под влияние венгерских государственных властей. С другой стороны, правительство ожидало, что парламент наконец примет Народно-церковный устав. Поскольку большинство депутатов избегали комментировать этот вопрос, обоснованно опасаясь, что венгерское правительство использует его для новых ограничений в автономном поле, королевский комиссар прервал бесплодные заседания 15 июля. Патриарх Георгий был сторонником принятия устава, поэтому решение парламентского большинства стало для него очередным разочарованием.
Радостные известия пришли с другой стороны. В 1899 году жители большой церковной общины Санково в Шокаце изъявили желание коллективно перейти в православную веру. По этому поводу они получили от патриарха соответствующее архипастырское послание, и, чтобы укрепить их в намерении, создавшем прецедент в отношениях между католиками и православными в этих краях, он купил дом и землю, на которых были построены школа и церковь, и пожертвовал их сантовлянам.
На Видовдан 1900 года в Сремских Карловцах отмечались два юбилея — семидесятилетие и десятилетие патриаршества Георгия (Бранковича). По этому поводу юбиляр освятил место, где позже будет построена духовная семинария. На церемонии члены хора духовной молодёжи исполнили гимн, посвященный главе Сербской Православной Церкви в Австро-Венгрии.
После торжества патриарх отправился в Будапешт, чтобы отдать дань уважения императору, воспользовавшись случаем, чтобы поздравить наследного принца Франца Фердинанда со свадьбой с графиней Софией Хотек. В то время уже тяжело больной сербский король Милан Обренович находился в Вене в качестве персоны грата правящего дома. Когда он скончался 29 января 1901 года, Георгий, попытавшись пожелать здоровья, принял приглашение императора присутствовать на панихиде в сербской церкви в Вене. Тело короля прибыло в Сремские Карловцы 3 февраля, поэтому патриарх провел панихиду. После торжества патриарх отправился в Будапешт, чтобы отдать дань уважения императору, воспользовавшись случаем, чтобы поздравить наследного принца Франца Фердинанда со свадьбой с графиней Софией Хотек. В то время уже тяжело больной сербский король Милан Обренович находился в Вене в качестве персоны грата правящего дома. Когда он скончался 29 января 1901 года, Георгий принял приглашение императора присутствовать на панихиде в сербской церкви в Вене. Тело короля прибыло в Сремские Карловцы 3 февраля, поэтому патриарх провел панихиду.
Летом 1901 года современники зафиксировали активную деятельность патриарха Георгия. Так, 13 июня он освятил фундамент Народного дома, в котором планируется проводить заседания народно-церковных соборов и размещать все митрополичьи с управлением Народно-церковных фондов, библиотеки и музея. Всего через десять дней был освящён отреставрированный храм святого Николая в Монастыре Гргетег, которым руководил отец сербской критической историографии архимандрит Иларион (Руварац). Здесь можно заметить коренную перемену в отношении монашествующих к Георгию (Бранковичу). Если изначально они с недоверием относившись к человеку, вышедшему из рядов белого духовенства, то теперь на него стали смотреть как на величайшего защитника сербских монастырей. По словам архимандрита Илприона (Рувараца), в течение первых одиннадцати лет правления Георгия в сербской Карловацкой митрополии почти все монастыри Фрушкой Горы (Хопово, Крушедол, Велика-Ремета, Шишатовац, Беочин, Кувеждин, Бешеново и Врдник) были отремонтированы. Таких усилий в сохранении и внутреннем обустройстве монастырей не предпринимал ни один из прежних митрополитов и патриархов. В этом году тоже не обошлось без признания заслуг патриарха — 16 июля Александр Обренович наградил его орденом Белого Орла первой степени, высшей сербской наградой. Однако наибольший успех пришел в декабре, когда в парламентскую комиссию поступил отчет о завершении работ по строительству Сербской православной духовной семинарии.
Народному церковному собору потребовалось пять лет, чтобы снова собраться (1897—1902). На выборах в этот парламент радикалы, открыто заигрывая с венгерскими властями, получили большинство мест. Желая утихомирить партийные разногласия и направить энергию на благо народа, Патриарх Георгий на открытии 30 мая указал, что депутаты должны видеть целое, а не часть; вся церковь и весь народ, а не одна партия. И на этот раз его слова не попали на благодатную почву, потому что в то время как парламентское меньшинство просило у императора защиты от постоянного посягательства на национально-церковную автономию, радикалы, по свидетельствам того времени, унизили парламент до простой регистрации того, что до него дошло с разрешения безусловно благожелательного правительства.
Несмотря на все невзгоды, был достигнут некоторый прогресс в определенных сферах жизни сербов в Австро-Венгрии, в основном благодаря патриарху Георгию. Примером может служить драгоценное наследие Савы Текелии, которое в 1902 году выходит из юрисдикции Будапештской сербской православной церковной общины под управлением Патроната, возглавляемого митрополитом карловацким и Патриархом Сербским. Вскоре после этого Георгий выступил в защиту религиозного обучения на сербском языке, отклонив петицию Тимишоарской государственной гимназии, которая требовала, чтобы религиозное обучение православной религии преподавалось на венгерском языке в венгерских государственных средних школах.
В 1904 и 1905 годах активизировалась деятельность сербской иерархии с целью регулирования межконфессиональной ситуации в Королевстве Хорватия и Славония путем принятия закона. На заседании Сербского парламентского клуба в Загребе Патриарха Георгия представлял епископ Михаил (Груич). Хорватскому правительству, получившему обещание разработать запрошенный закон, был направлен запрос на активное участие представителей сербского народа в написании этого правового акта.
В жизни патриарха Георгия (Бранковича), а также Карловацкой митрополии и Сербского патриархата 1905 год имел особый символизм. Именно тогда пятьдесят лет службы в священном сане. В Сремских Карловцах был сформирован комитет, отвечающий за организацию центрального празднования, под председательством ректора Карловацкого богословского училища проты-ставрофора Йована Вучковича. Император наградил патриарха высшим рыцарским орденом, Большим крестом ордена Леопольда, и, таким образом, дал ему признание добра, сделанного государству и дому Габсбургов. Мирон (Николич), старший епископ, передал ему белую камилавку, знак высшей церковной власти, такой же, какой, по одной русской легенде, император Константин Великий отдал папе Сильвестру. Сомборцы назвали его почётным жителем города, в котором он начал свою плодотворную духовную карьеру. Поздравления поступали со всех сторон — от высших государственных и автономных властей, армии, монашества и светского духовенства, учебных заведений, различных ассоциаций, выдающихся личностей и т. д. Тем не менее, самое большое признание своему патриарху было выражено сербским народом, который заполнил все уголки улиц Карловаца, слишком тесными, чтобы принять его 5 декабря для всех тех, кто хотел присутствовать на церемонии. В ознаменование своего великого юбилея патриарх учредил проповеднический фонд и вложил в него 20 000 крон и подарил Карловацкой соборной церкви колокол стоимостью 13 500 крон.
Даже на восьмом десятке лет своей жизни Патриарх Георгий (Бранкович) был человеком необычайно здоровым, очень хорошо сохранившимся как физически, так и умственно, и с необыкновенной решимостью. У него были особенно крепкие нервы. Первые признаки болезни появились в 1904 году, когда на его теле появилось неприятное покраснение, а кожа начала шелушиться. Его также мучил ревматизм, и в последнем письме, отправленном дочери и зятю от 5 июля 1907 года, он писал, что у него распухли ноги и что ему пришлось отложить некоторые текущие дела из-за этого неудобства. И тогда, буквально за несколько дней до смерти, через каждое его слово струится оптимизм, который сопровождал его и был одним из основных его качеств на протяжении всей жизни.
Он умер 17 июля 1907 года в Сремских Карловцах от инфекции в ногах в результате тромбоза. Он был похоронен в Введенском храме.